# Дністрове
Дністрове́ — село в Україні, у Мельнице-Подільській селищній громаді Чортківського району Тернопільської области. Розташоване на схилах річки Дністер, на півдні району.
До 1961 — Вовківці над Дністром.
Село знане неповторними краєвидами Дністровського каньйону, водоспадом «Гуркало», унікальні еталони відслонень Силуру і Девону (етап у геохронології, коли рослини перейшли у тварини); фольклорно-етнографічним ансамблем «Дзумбалик» та написаною малярем Андрієм у 1764 чудотворною Городоцько-Кулаківською іконою.
Знайдено знаряддя праці епохи:
палеоліту – кам’яні сокири, скребки, різці, рубила з кременю, який легко було відшукати на березі Дністра,
мезоліту – шліфовані знаряддя праці, вироби з дерева й кості: шила, голки, проколки, наконечники списів та стріл, лук і лучковий дриль;
на території Дністрового на лівому схилі яру Студена, що неподалік лісу Нерест, знайдено рештки примітивного і грубого світло-оранжевого гончарного посуду зі шорсткою поверхнею – ймовірно, це рештки посуду трипільців.
Усі знахідки зберігаються в шкільному краєзнавчому музеї, тут представлені експонати від найдавніших часів до наших днів – різноманітні речі побуту, етнографічні предмети й архівні матеріали, фотоколекції.
Село відоме від 1760 р. За переказами, вовчі зграї облюбували вкриту густими, дрімучими лісами долину Дністра, де рили нори і виводили потомство; за іншою леґендою, збудоване під опікою галицького боярина Вовка. Звідси й колишня назва села – Вовківці.
Село розташоване осторонь від давніх шляхів, неподалік від сумнозвісного Чорного «Килиїмського шляху», яким турки гнали ясир у далекий Крим. У родині старожительки
М. Касіян від покоління до покоління передавали кисет невідомого походження, ймовірно, татарський або турецький: на темно-синьому атласі вишито позолотою рослинний орнамент із обох боків; виділялося стилізоване зображення серця (можливо, це подарунок дівчини
коханому).
Протягом 1901–1935 рр. у селі діяли читальня М. Качковського і «Рускі дружини», що їх організував старший син о. Н. Куриловича. Також працювали філії товариств «Просвіта» (голова Василь Грушка), «Луг» (організатор і комендант старшина УГА Мирон Левицький), «Сільський господар», «Відродження»; кооператива «Згода» об’єднувала 177 осіб (голова Микола Сокирка).
За Австро-Угорщини в мурованому будинку діяла школа з українською мовою навчання, за Польщі – двомовна. Перед Першою світовою війною селяни купували землю у ґрафа Козебродського, займалися хліборобством, але у Вовківцях проживали й будівельники, і майстри, які виробляли вози, тож село було порівняно заможним.
У 1924 р. розпарцельовано для польських колоністів 200 морґів двірського поля. Проте багато жителів, переважно чоловіків, еміґрували на заробітки до Канади. Від 1939 р. Вовківці – під радянською владою. Від 8 липня 1941 р. до 6 квітня 1944 р. село – під німецькою окупацією.
Чимало місцевих жителів боролися в ОУН та УПА; радянська влада почала переслідувати їх, зокрема заарештували Дмитра Малиника (псевда “Потап”, “Мартин”; 1921 р. н.; надрайоновий провідник ОУН, Борщівський районовий провідник), підрайонову УЧХ Стефанію Яворську (з
Чортківської тюрми її вивезли у сибірські концтабори).
У 1944–1953 рр. органи НКДБ заарештували 21 борця ОУН і УПА, засудили до ув’язнення у концтаборах у Сибіру на 10–25 років; туди потрапляли навіть фронтовики, які повернулися з війни. Всього із села загинуло 7 борців ОУН і УПА. На фронти Другої світової війни мобілізовано багато чоловіків, 27 загинули, у т. ч. 10 пропали безвісти.
12 червня 2020 року, відповідно до розпорядження Кабінету Міністрів України № 724-р «Про визначення адміністративних центрів та затвердження територій територіальних громад Тернопільської області» увійшло до складу Мельнице-Подільської селищної громади.
19 липня 2020 року, в результаті адміністративно-територіальної реформи та ліквідації Борщівського району, село увійшло до складу Тернопільського району.

## Назва
Первинна назва села Волківці над Дністром. Проте з проведенням адміністративної реформи, що відбувалася у 1961 р. (об'єднання районів Мельниця-Подільського і Борщівського) було село перейменовано на Дністрове.

## Географія
Село розташоване на відстані 375 км від Києва, 122 км — від обласного центру міста Тернополя та 32 км від  міста Борщів.

### Клімат
Для села характерний помірно континентальний клімат. Дністрове розташоване у «теплому Поділлі» — найтеплішому регіоні Тернопільської області.
| Клімат Дністрового        | Клімат Дністрового | Клімат Дністрового | Клімат Дністрового | Клімат Дністрового | Клімат Дністрового | Клімат Дністрового | Клімат Дністрового | Клімат Дністрового | Клімат Дністрового | Клімат Дністрового | Клімат Дністрового | Клімат Дністрового | Клімат Дністрового |
| Показник                  | Січ.               | Лют.               | Бер.               | Квіт.              | Трав.              | Черв.              | Лип.               | Серп.              | Вер.               | Жовт.              | Лист.              | Груд.              | Рік                |
| Середній максимум, °C     | −0,8               | 1,1                | 6,5                | 15,0               | 20,7               | 23,7               | 24,7               | 24,2               | 20,3               | 14,1               | 6,7                | 1,7                | 13                 |
| Середня температура, °C   | −4,3               | −2,4               | 2,3                | 9,6                | 15,1               | 18,3               | 19,5               | 18,8               | 14,9               | 9,3                | 3,4                | −1,3               | 8                  |
| Середній мінімум, °C      | −7,7               | −5,9               | −1,9               | 4,2                | 9,5                | 12,9               | 14,3               | 13,4               | 9,6                | 4,5                | 0,2                | −4,3               | 4                  |
| Норма опадів, мм          | 31                 | 30                 | 31                 | 53                 | 72                 | 99                 | 96                 | 62                 | 52                 | 34                 | 34                 | 36                 | 630                |
| ------------------------- | ------------------ | ------------------ | ------------------ | ------------------ | ------------------ | ------------------ | ------------------ | ------------------ | ------------------ | ------------------ | ------------------ | ------------------ | ------------------ |
| Джерело: climate-data.org |                    |                    |                    |                    |                    |                    |                    |                    |                    |                    |                    |                    |                    |

## Історія
Село відоме від XVI століття.
9 травня 1442 року польський король Владислав III Варненчик записав Маху з Підляшшя 50 гривень на селі Вовківці (Wolkowcze) Кам’янецькому повіті Подільської землі, яке розташоване над рікою Дністер біля спустошеного замку Свиняче.
Перша згадка про села датується 1542 роком.
1838 відбулося повстання селян, яке було волевиявленням селян проти свавілля австрійської влади. Очолив його дяк парафіальної церкви.[джерело?]
Діяли товариства «Просвіта», «Луг», «Сільський господар», кооператива.
Чимало місцевих жителів боролися в ОУН та УПА; радянська влада почала переслідувати їх, зокрема заарештували Дмитра Малиника (псевда “Потап”, “Мартин”; 1921 р. н.; надрайоновий провідник ОУН, Борщівський районовий провідник), підрайонову УЧХ Стефанію Яворську (з Чортківської тюрми її вивезли у сибірські концтабори).
У 1944–1953 рр. органи НКДБ заарештували 21 борця ОУН і УПА, засудили до ув’язнення у концтаборах у Сибіру на 10–25 років; туди потрапляли навіть фронтовики, які повернулися з війни. Всього із села загинуло 7 борців ОУН і УПА.
По закінченню Другої світової війни у 1946—1947 роках мешканці села пережили голод.
З 24 серпня 1991 року село входить до складу незалежної України.
Від вересня 2015 року ввійшло у склад Мельнице-Подільської селищної громади.
Увійшло до складу Чортківського району після ліквідації Борщівського 17 липня 2020 року.

## Населення
У 1810 році в селі було 128 родин, 137 житлових будинків і 684 мешканці.
Згідно з переписом УРСР 1989 року чисельність наявного населення села становила 761 особа, з яких 348 чоловіків та 413 жінок.
За переписом населення України 2001 року в селі мешкало 750 осіб.

### Мова
Розподіл населення за рідною мовою за даними перепису 2001 року:
| Мова       | Кількість | Відсоток |
| ---------- | --------- | -------- |
| українська | 756       | 99.87%   |
| російська  | 1         | 0.13%    |
| Усього     | 757       | 100%     |

Село розташоване на території наддністрянського (опільського) говору. До «Наддністрянського реґіонального словника» внесено такі слова та фразеологізми, вживані у Худиківцях:
- а-ціба («уживають, щоб відігнати собаку»),
- билинь («коротка частина ціпа, якою молотять»),
- біль («білий гриб; біляк»),
- бодляк («будяк»),
- бохончик («пампушок, булка»)
- бохонец («буханець хліба»),
- бубнист, бубніст («бубняр»),
- бунт («кілька низок (шарів) тютюну, зв'язаних докупи»),
- бузько («лелека»),
- галунка («крашанка»),
- головка («маточина; середня частина колеса»),
- горн («комин печі у хаті»),
- замисник («полиця для посуду; мисник»),
- кантипуля («рогатка»),
- корито («ночви»),
- коцювилно («держак»),
- лівак («шульга»),
- під («горище над хатою»),
- повонея («півонія»),
- постіль («ліжко»),
- прунька («сорт великих червоних слив»),
- таркатий («рябий, плямистий (про бика чи корову»),
- трачиня («тирса»),
- трепета («осика»),
- трунва («труна»),
- швара («низка тютюну»).
- чиста остилица («ганьба»)
- шоб тебе шляк трафив (побила б тебе лиха година)

## Пам'ятки

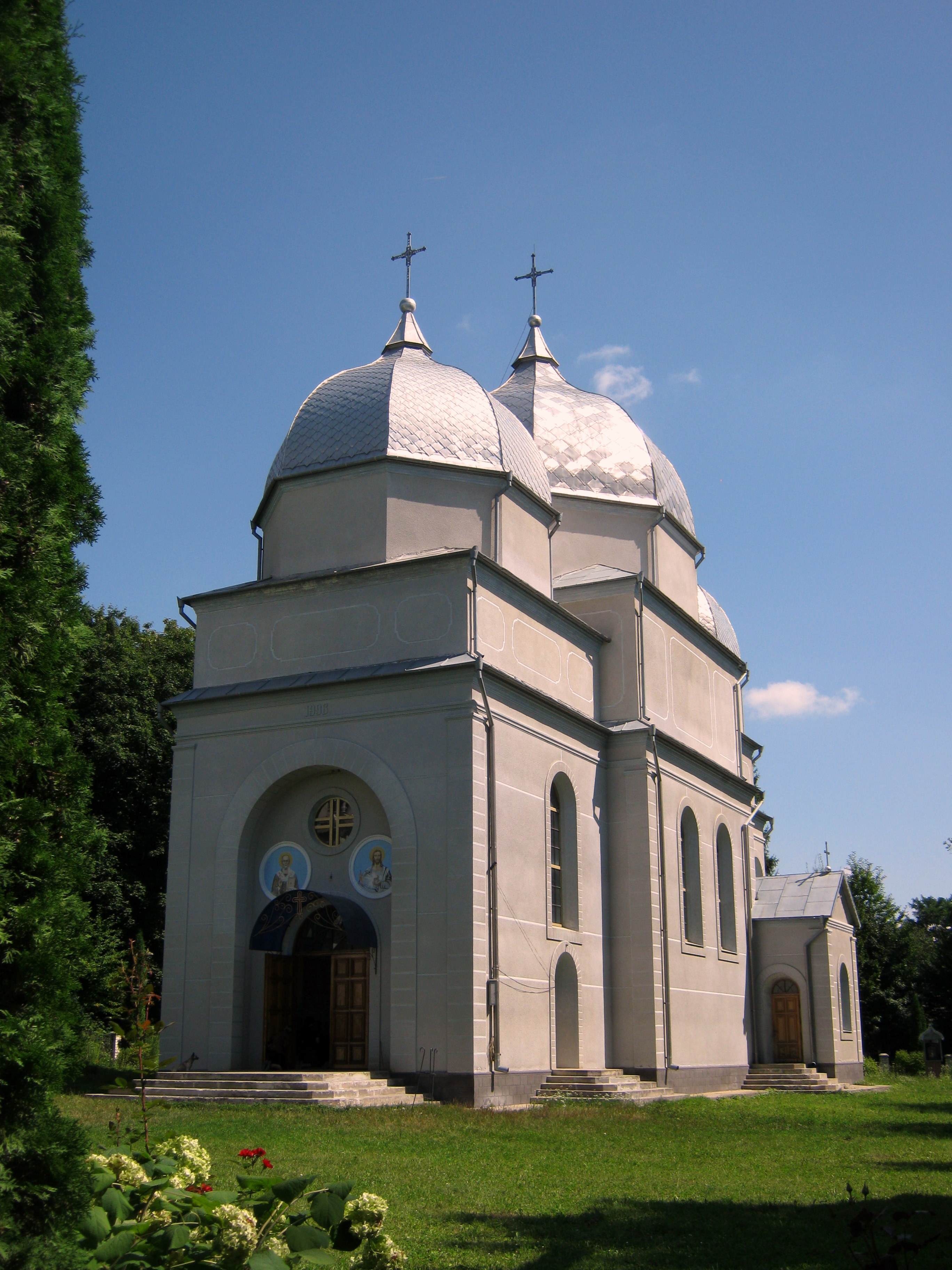
Церква

Є церква Перенесення мощей святого Миколая (1996), капличка. Дзвениця збудована у 2010 році біля церкви.
Встановлено пам'ятний хрест на честь скасування панщини (1848), пам'ятник воїнам-односельцям, полеглим у німецько-радянській війні 1941–1945 років, дзвіниця 1711 р, братська могила воїнів полеглих у бою з НКВДистами, курган-могила пам'яті січових стрільців.

## Соціальна сфера
Діють загальноосвітня школа І-ІІ ступенів, бібліотека, будинок культури і дитячий садок.
При школі діє дитячий фольклорно-етнографічний ансамбль «Дзумбалик», у будинку культури працює народний фольклорний аматорський колектив «Дністряни» та Народний хор с. Дністрового .

## Етнографія
У селі побутує унікальна дівоча прикраса дзумбал.

## Відомі люди

### Народилися
- журналіст і літератор Ковальчук Петро
- релігійний діяч С. Савчук
- скрипаль-самоучка Баранюк Дмитро

### Пов'язані із селом
- о. Соневицький Михайло (1821-1897) — священик УГКЦ, парох села, дід українського мовознавця, літературознавця і педагога Михайла Соневицького.[10]
- о. Чайківський Омелян Володимирович — священик УГКЦ
- Ковальчук Петро Іванович — письменник, журналіст, редактор, Член Національних спілок журналістів та письменників України.

## Світлини

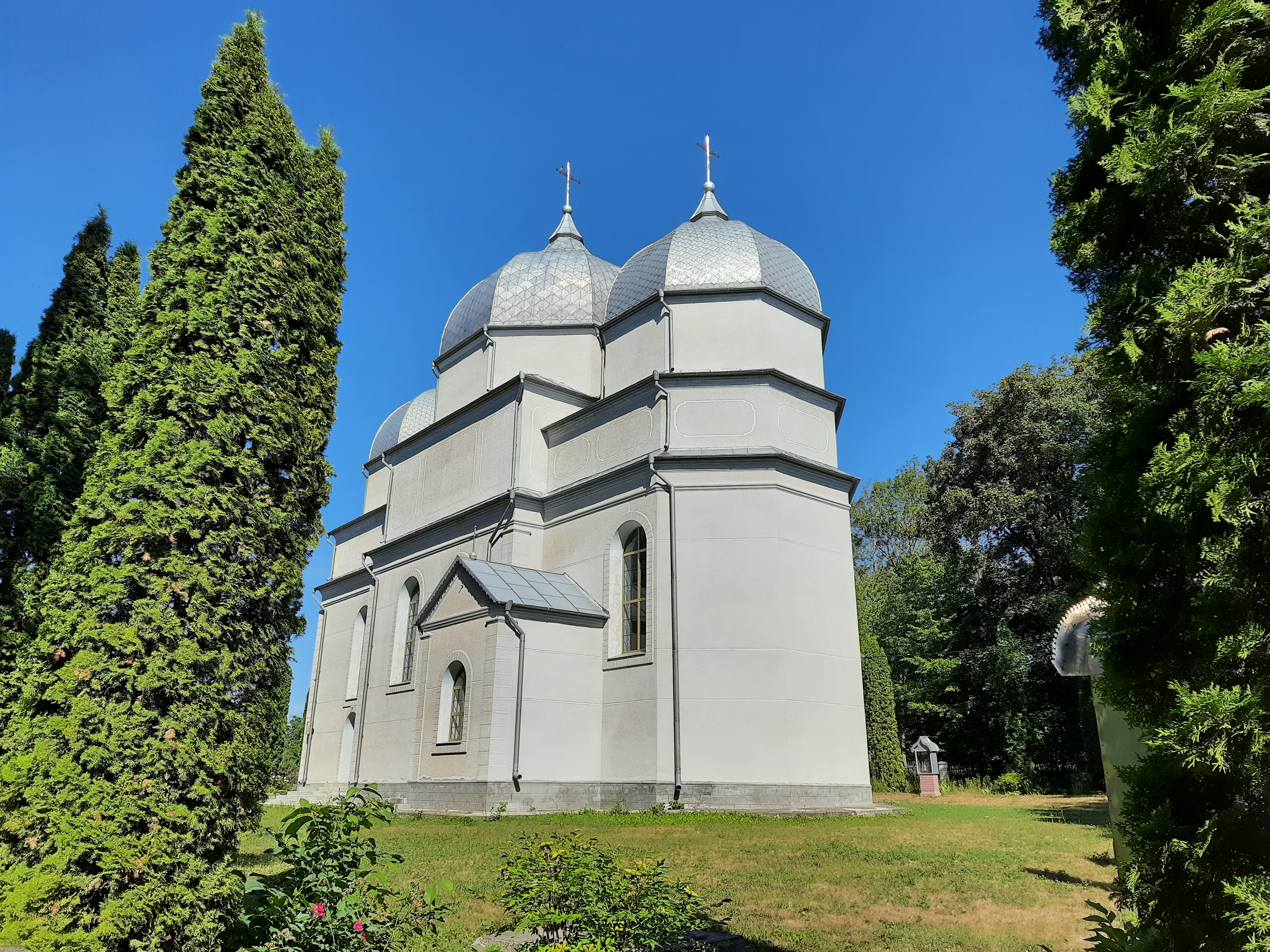
Церква Перенесення мощей святого Миколая
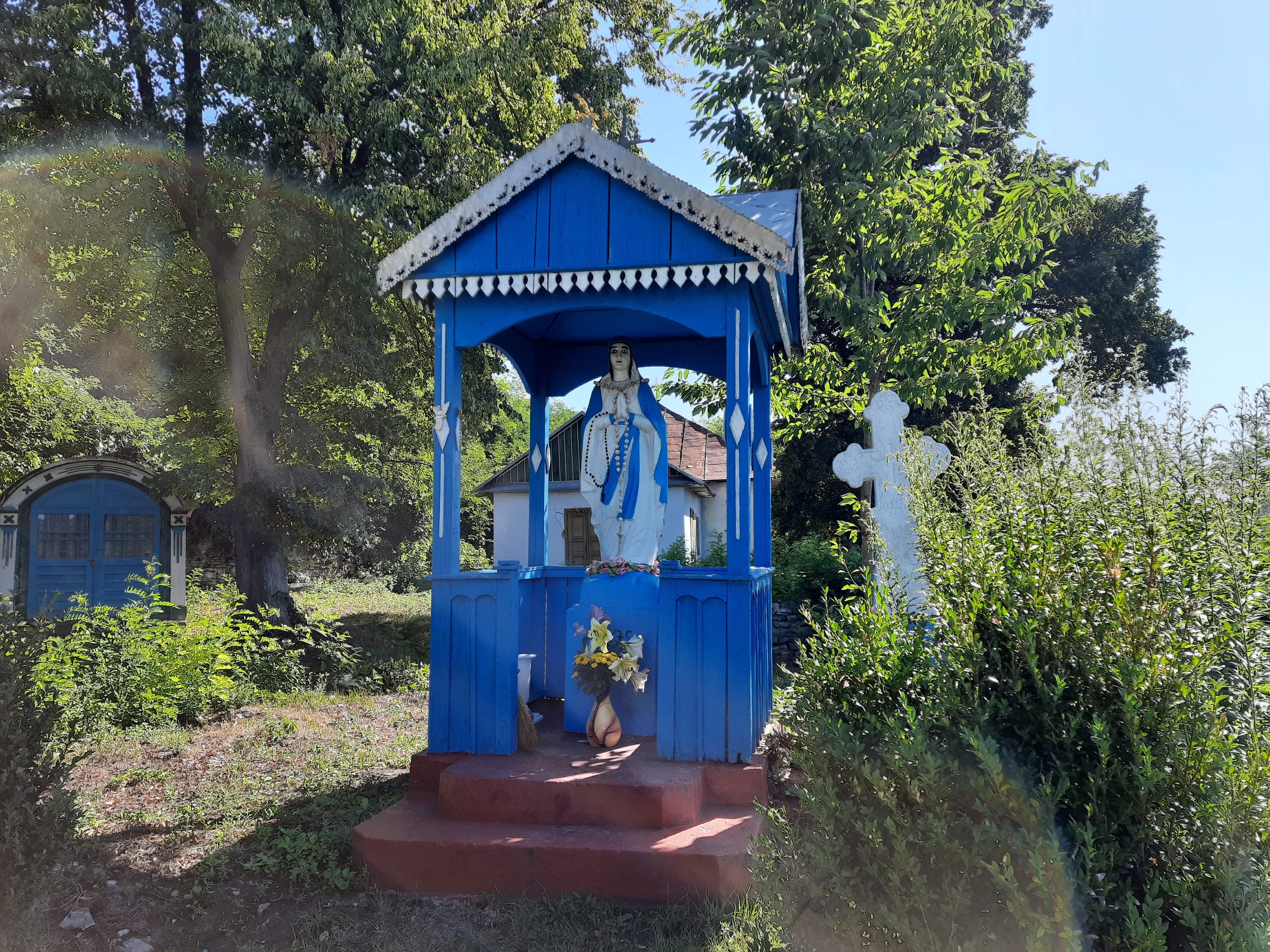
Статуя Божої Матері
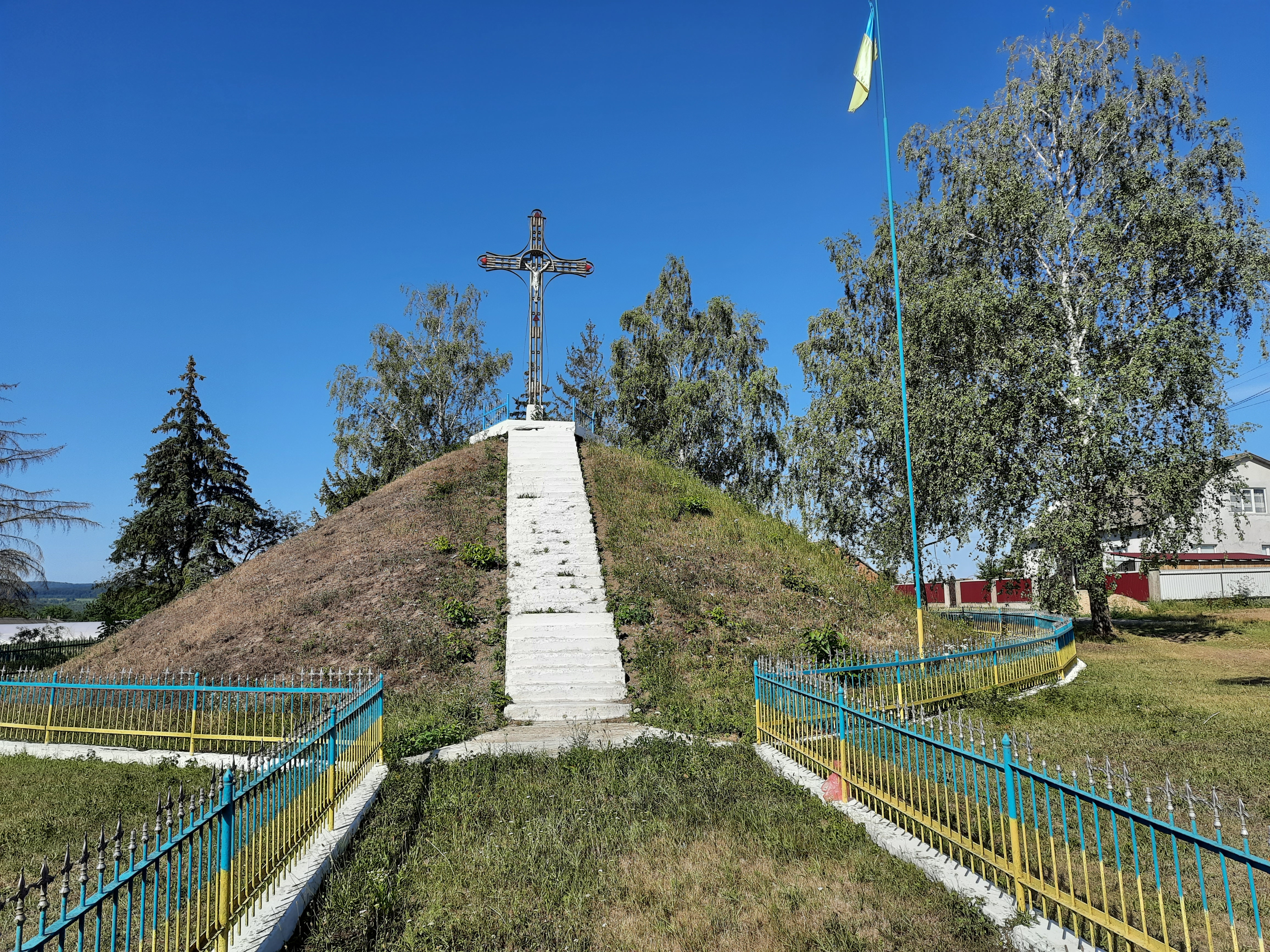
Символічна могила Борцям за волю України
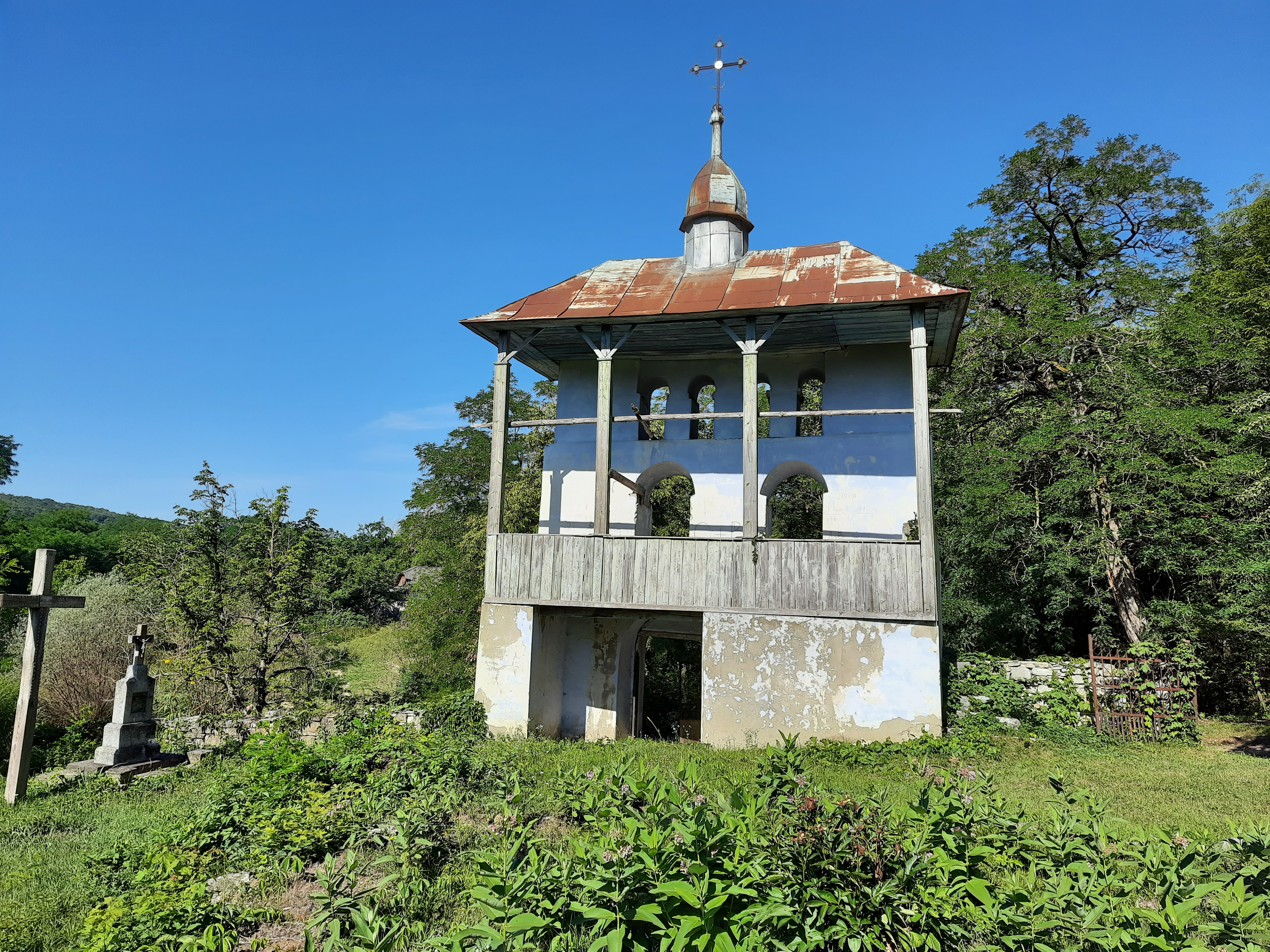
Уціліла дзвіниця на місці згорілої церкви
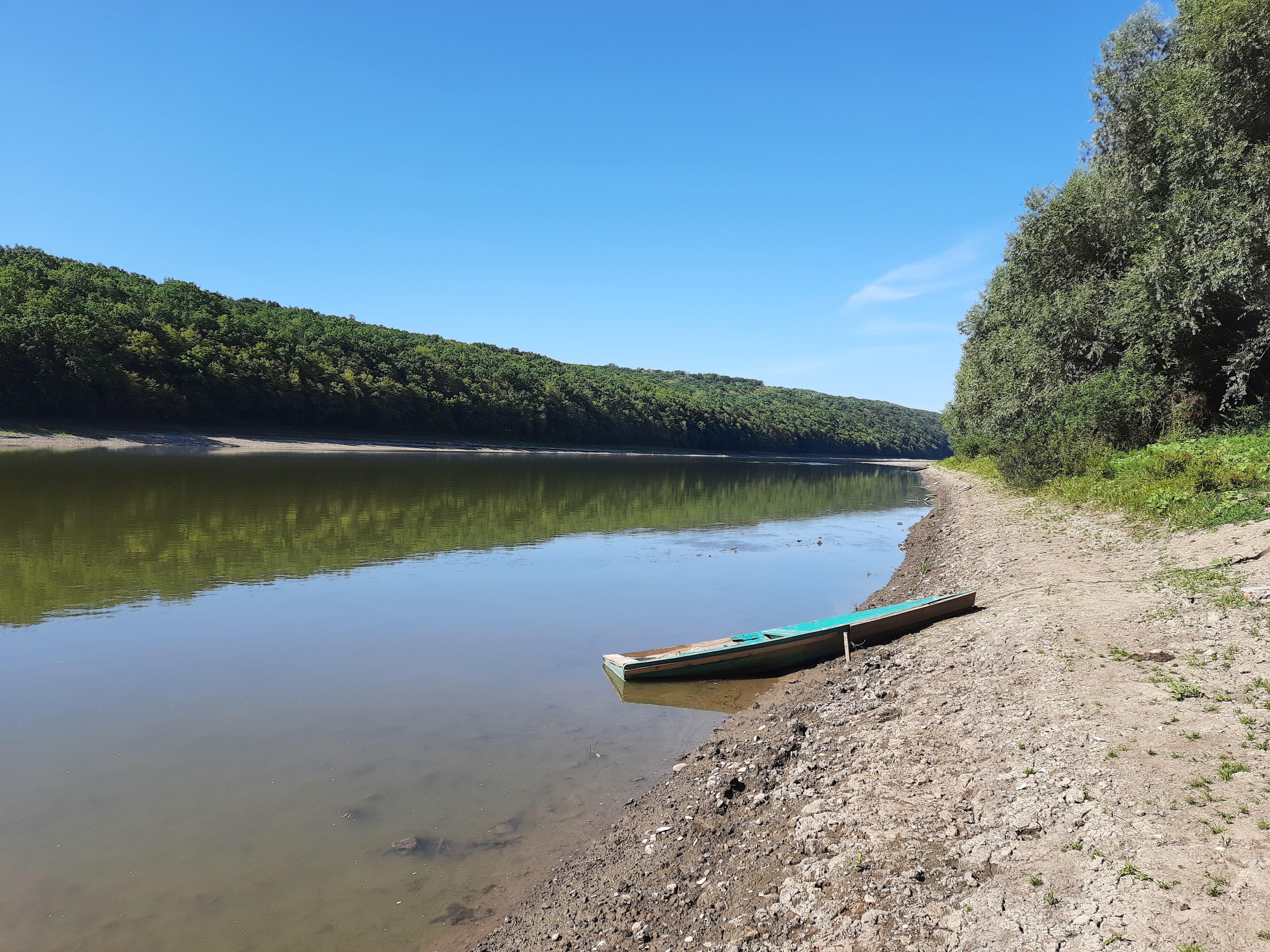
Дністер біля Дністрового